# Keane
Keane je britská rocková skupina, která byla založena v roce 1997 v Hastingsu. Členy kapely jsou od počátku Tom Chaplin (zpěv, kytara), Tim Rice-Oxley (klavír) a Richard Hughes (bicí). Do roku 2001 byl součástí skupiny také kytarista Dominic Scott. Nejmladším členem skupiny je kytarista Jesse Quin (basová kytara), který přišel v roce 2007.

## Historie
Po několika letech experimentování a vybrušování svého zvuku se Keane rozhodli, že by mohli začít koncertně vystupovat a záhy vydali svůj první singl. Tím byla píseň Everybody's changing. Poté se stále ještě neznámí Keane vydali na své první klubové turné. Byli ale trochu jiní než ostatní kapely, chyběl jim totiž kytarista, jehož funkci plnily klávesy a klavír. Dostali tedy nálepku „nejlepší kytarová kapela Velké Británie bez kytar“. Nebyl to sice původní záměr, kapela totiž začínala s kytaristou, ten ale skupinu opustil již v roce 2001, a tak se Keane rozhodli nikoho nehledat a zkusit to bez kytaristy.
V roce 2003 Keane začali dostávat nabídky od velkých vydavatelství a nakonec podepsali smlouvu se společností Island Records, u které vydávají desky například U2. Keane nahráli album Hopes and Fears s hity jako je Everybody's changing, Somewhere only we know, This is the last time či Bend and break. Alba se prodalo více než 5,2 milionu kusů, v Česku album získalo Zlatou desku. Následovala alba Under the Iron Sea (2006) a Perfect Symmetry (2008) a Strangeland (2012).
16. října 2013 skupina vydává desku The Best of Keane. O několik dní později, 20. října, se v několika denících, včetně Digital Spy a nejprodávanějších The Sun objevila správa, že skupina ukončí svoji existenci - údajně prý proto, že se Tom Chaplin rozhodl k sólové kariéře. Sám Chaplin však tyto informace záhy vyvrátil a doplnil, že skupina svoji činnost nekončí, členové skupiny si jen chtějí odpočinout od společného účinkování po velmi náročných letech koncertování.
V roce 2017 prohlásil Chaplin v rozhovoru pro The Sun nazval sama sebe "příliš starým" k tomu, aby po třech letech pauzy dával kapelu znovu dohromady. Zároveň dodal, že osobní vztahy mezi ním a některými členy skupiny jsou natolik těžké, že si svůj návrat do skupiny Keane nedokáže představit.
O rok později však skupina začala pracovat na novém albu Cause and Effect, které vyšlo 20. září roku 2019.

## Keane v Česku
Poprvé navštívili Keane Česko 2. listopadu 2012 v rámci turné k nové desce Strangeland. Ve čtyřčlenném obsazení zahráli ve Velkém sálu paláce Lucerna v Praze před ne zcela zaplněným sálem. Jako předskokani se se svým půlhodinovým vystoupením představili Praze britští Zulu Winter. Keane potom za 1 hodinu a 45 minut zahráli 21 písniček z vlastní tvorby, aby koncert zakončili převzatým hitem Under Pressure od Queen.Na koncertu zazněla i píseň She Has No Time z desky Hopes and Fears, kterou podle vlastních slov Toma Chaplina kapela nehrála živě snad už 7 let.

## Diskografie
Alba
1. Hopes and Fears (2004)
2. Under the Iron Sea (2006)
3. Perfect Symmetry (2008)
4. Night Train (2010)
5. Strangeland (2012)
6. Cause and Effect (2019)

Singly
- Call Me What You Like
- Wolf At The Door
- Everybody's Changing – 12. května 2003 (vydavatelství Fierce Panda)
- This Is The Last Time – 13. října 2003 (vydavatelství Fierce Panda)
- Somewhere Only We Know – 16. února 2004
- Everybody's Changing – 3. května 2004
- Bedshaped – 16. srpna 2004
- This Is The Last Time – 22. listopadu 2004
- Is It Any Wonder?
- Crystal Ball
- Nothing In My Way
- Try Again
- A Bad Dream
- Try Again
- Spiralling
- The Lovers Are Losing
- Perfect Symmetry
- Better Than This
- Stop a Minute
- Silenced by the Night
- Disconnected
- Sovereign Light Café
- Higher Than the Sun
- Won't Be Broken
- The Way I Feel
- Love Too Much

DVD
- Strangers – 11. listopadu 2005